# الوعد - ملحمة الحب والرحيل
الوعد هو مسلسل درامي بدوي رومنسي وتشويق يحكي قصة الفارس خلف بن دعيجا من قبيلة الشراري والمسلسل من إنتاج تلفزيون الكويت - الكويت، كتابة محمد العبادي، إخراج محمد عبد العزيز، وبطولة ياسر المصري ورؤى الصبان ومحمد العبادي ونادره عمران ومارغو حداد وضيف الشرف روحي الصفدي وآخرون.

## قصة العمل
المسلسل يروي سيرة الشيخ الفارس والشاعر خلف بن دعيجا الشراري من قبيلة الشرارات، يبدأ المسلسل بوفاة جده تاركا له وصية عميقة الأثر .

## الشخصيات
| - ياسر المصري الشيخ خلف بن دعيجا - رؤى الصبان سعدا - محمد العبادي الشيخ خشمان - محمد المجالي الشيخ ذياب - نادرة عمران أم خلف - لارا الصفدي زوجته | - حمد الكبيسي - عبد الكريم الجراح - ماجد مطرب فواز - علي عليان - مارغو حداد - عبد الله الباروني | - خالد جزاع - حابس حسين - يوسف الجمل - هشام هنيدي - اياد شطناوي - صقر فهد | - عادل الفضلي - عبد المجيد الزين - محمود السوالقة - إبراهيم أبو الخير - ديانا رحمه - نورهان عماد الدين | - إبراهيم القواسمي - أميرة سمير - علا ياسين - أشرف طلفاح - ناريمان عبد الكريم - علاء الحسيني | - علي عبد العزيز - محمد نزال - محمد القواسمي - كمال محيسن - وسام البريحي |

نجوم العمل هم حسب البطولة:
ضيوف الشرف
- روحي الصفدي الشيخ نمر بن عدوان
- مازن الناطور الشيخ عبد الكريم الجربا
- جميل براهمة عايش الكذيبه
- داوود عفيشات
- أنور خليل
- أريج دبابنة
- إيمان ياسين